# Helsingør (općina)
Helsingør je općina u danskoj regiji Hovedstaden.

## Zemljopis
Općina se nalazi u sjevernom dijelu otoka Zelanda, sjeverno od glavnog rada Danske Kopenhagena, prositire se na 121,61 km2.

## Stanovništvo
Prema podacima o broju stanovnika iz 2010. godine općina je imala 	61.143 stanovnika, dok je prosječna gustoća naseljenosti 502,78 stan/km2. Središte općine je grad Helsingør.

### Naselja
| Veća naselja u općini |           |                    |
| Br.                   | Naselje   | Stanovnika (2010.) |
| 1                     | Helsingør | 46.125             |
| 2                     | Hellebæk  | 5.487              |
| 3                     | Hornbæk   | 3.501              |
| 4                     | Stenstrup | 1.130              |
| 5                     | Kvistgård | 1.017              |
| 6                     | Tikøb     | 691                |
| 7                     | Gurre     | 383                |
| 8                     | Langesø   | 232                |

## Vanjske poveznice
- Službena stranica općine